# فرانک مک‌کیب
فرانک مک‌کیب (انگلیسی: Frank McCabe؛ (زادهٔ ۳۰ ژوئن ۱۹۲۷ – درگذشتهٔ ۱۸ آوریل ۲۰۲۱) بازیکن بسکتبال اهل ایالات متحده آمریکا بود.
وی در مسابقات کشوری و بین‌المللی در مجموع برندهٔ ۱ مدال طلا شده‌ بود.